# آیس‌وارپ
آیس‌وارپ (انگلیسی: IceWarp) یک شرکت نرم‌افزاری مستقر در شهر پراگ در کشور جمهوری چک است. این شرکت مسئول توسعه ایمیل سرور آیس‌وارپ است که یک پلت‌فرم جامع ارتباطات درون سازمانی و مناسب برای شرکت‌های کوچک، متوسط و بزرگ است. آیس وارپ در کشورهای ایلات متحده آمریکا، آلمان، روسیه، جمهوری چک و هند دارای دفتر است. این شرکت از سال ۱۹۹۸ به ارائه محصول تجاری پرداخته و در حال حاضر بیش از 50.000کسب و کار در سراسر دنیا از آیس‌وارپ به عنوان جایگزینی برای Exchange Server، Office 365 و Google Workspace هستند.